# Jan Wnęk

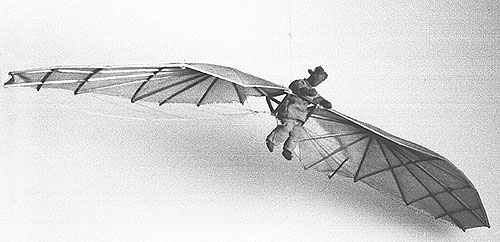
Recreación de un planeador de Jan Wnęk, en el Museo de Etnografía de Cracovia (Polonia).

Jan Wnęk (*Kaczówka, Imperio Austriaco, 28 de agosto de 1828 -† Odporyszów, Imperio Austrohúngaro, 10 de julio de 1869) fue un carpintero y campesino polaco que se convirtió en uno de los pioneros de la aviación, construyendo uno de los primeros planeadores de la historia. Era analfabeto y autodidacta, y todos los conocimientos y deducciones sobre los planeadores los obtuvo mediante la observación del vuelo de los pájaros y gracias a sus habilidades.
Una vez tuvo construido su planeador, Jan Wnęk estaba firmemente atado a él por el pecho y las caderas,  y lo controlaba mediante giros de las alas. Para probarlo, se lanzó desde la torre de la iglesia de Odporyszów, a 45 metros de altura, y esta a su vez situada sobre una colina de 50 metros, haciendo que la altura relativa fuera de 95 metros hasta el valle. Realizó varios vuelos con público entre 1866 y 1869, especialmente durante festivales religiosos, carnavales y celebraciones de año nuevo, pero apenas hubo constancia de sus hechos, y estos no tuvieron impacto en el progreso de la aviación.